# Associazione Calcio Genova 1893 1938-1939
Questa pagina raccoglie i dati riguardanti l'Associazione Calcio Genova 1893 nelle competizioni ufficiali della stagione 1938-1939.

## Stagione
Nella stagione il Genova 1893 si classifica al quarto posto in Serie A e raggiunge le semifinali della Coppa Italia e della Coppa Europa Centrale 1938.
Si aggiudica anche la Coppa del Federale.

## Divise
La maglia per le partite casalinghe presentava i colori rossoblù.

## Organigramma societario
Area direttiva
- Presidente: Juan Culiolo

Area tecnica
- Allenatore: William Garbutt

## Rosa
| N. |                    | Ruolo | Calciatore        |
| -- | ------------------ | ----- | ----------------- |
|    | Italia (bandiera)  | P     | Rodolfo Agostini  |
|    | Italia (bandiera)  | P     | Lino Fregosi      |
|    | Italia (bandiera)  | D     | Michele Borelli   |
|    | Italia (bandiera)  | D     | Sergio Marchi     |
|    | Italia (bandiera)  | D     | Vittorio Sardelli |
|    | Italia (bandiera)  | C     | Rutilio Baldoni   |
|    | Italia (bandiera)  | C     | Giuseppe Bigogno  |
|    | Italia (bandiera)  | C     | Longino Di Piazza |
|    | Uruguay (bandiera) | C     | Emanuel Fillola   |
|    | Italia (bandiera)  | C     | Mario Genta       |
|    | Italia (bandiera)  | C     | Mario Perazzolo   |
|    | Italia (bandiera)  | C     | Renato Tori       |

| N. |                    | Ruolo | Calciatore         |
| -- | ------------------ | ----- | ------------------ |
|    | Italia (bandiera)  | C     | Enzo Venturini     |
|    | Italia (bandiera)  | C     | Andrea Verrina     |
|    | Italia (bandiera)  | C     | Carlo Villa        |
|    | Italia (bandiera)  | A     | Pietro Arcari      |
|    | Italia (bandiera)  | A     | Sergio Bertoni     |
|    | Italia (bandiera)  | A     | Angelo Cattaneo    |
|    | Italia (bandiera)  | A     | Longino Di Piazza  |
|    | Italia (bandiera)  | A     | Erasmo Franzoni    |
|    | Italia (bandiera)  | A     | Alfredo Lazzaretti |
|    | Italia (bandiera)  | A     | Arrigo Morselli    |
|    | Italia (bandiera)  | A     | Luigi Scarabello   |
|    | Uruguay (bandiera) | C     | Carlos Servetti    |

## Calciomercato
| Acquisti | Acquisti        | Acquisti | Acquisti |
| R.       | Nome            | da       | Modalità |
| -------- | --------------- | -------- | -------- |
| A        | Erasmo Franzoni | Modena   | prestito |

| Cessioni | Cessioni         | Cessioni    | Cessioni |
| R.       | Nome             | a           | Modalità |
| -------- | ---------------- | ----------- | -------- |
| A        | Arturo Presselli | Salernitana | prestito |

## Risultati

### Serie A

#### Girone di andata
| Arbitro: | Bertolio (Torino) |

|                            |           |                                          |
| Scarabello 8’ Cattaneo 80’ | Marcatori | 40’ Montesanto 58’ Biavati 76’ Puricelli |

| Arbitro: | Galeati (Bologna) |

|                             |           |              |
| Piola 45’ (rig.) Busani 70’ | Marcatori | 24’ Morselli |

| Arbitro: | Zelocchi (Modena) |

|                                       |           |          |
| Perazzolo 19’ Scarabello 61’ Cattaneo | Marcatori | 3’ Torri |

| Arbitro: | Dellarole (Roma) |

|           |           |                            |
| Boffi 39’ | Marcatori | 28’ Perazzolo 71’ Morselli |

| Arbitro: | Dattilo (Roma) |

|  |           |            |
|  | Marcatori | 8’ Peretti |

| Arbitro: | Mazzarini (Roma) |

|             |           |                |
| Gabetto 39’ | Marcatori | 32’ Lazzaretti |

| Genova 6 novembre 1938 7ª giornata | Genova 1893             | 0 – 0 | Triestina | Stadio Luigi Ferraris\| Arbitro: \| Mazza (Torre del Greco) \| |
| Arbitro:                           | Mazza (Torre del Greco) |       |           |                                                                |

| Arbitro: | Salvatori (Roma) |

|  |           |              |
|  | Marcatori | 40’ Morselli |

| Arbitro: | Pizziolo (Firenze) |

|                                                                               |           |            |
| Scarabello 14’ (rig.) Lazzaretti 22’ Morselli 28’ Scarabello 51’ Sardelli 83’ | Marcatori | 81’ Uneddu |

| Arbitro: | Curradi (Firenze) |

|                                         |           |                |
| Borsetti 17’ Michelini 36’ Borsetti 47’ | Marcatori | 22’ Scarabello |

| Arbitro: | Dellarole (Roma) |

|                                          |           |               |
| Di Piazza 15’, 33’ Scarabello 72’ (rig.) | Marcatori | 76’ Romagnoli |

| Arbitro: | Zelocchi (Modena) |

|             |           |  |
| Rovelli 50’ | Marcatori |  |

| Arbitro: | Dattilo (Roma) |

|  |           |              |
|  | Marcatori | 58’ Cattaneo |

| Arbitro: | Saracini (Ancona) |

|                                                                             |           |  |
| Lazzaretti 4’, 54’ Cattaneo 36’, 55’, 65’, 73’ Perazzolo 44’ Scarabello 60’ | Marcatori |  |

| Arbitro: | Tonnetti (Roma) |

|                               |           |                                    |
| Perazzolo 35’ (aut.) Neri 36’ | Marcatori | 19’ Lazzaretti 87’ (rig.) Morselli |

#### Girone di ritorno
| Arbitro: | Barlassina (Novara) |

|                                        |           |  |
| Andreolo 10’ Biavati 44’ Puricelli 79’ | Marcatori |  |

| Arbitro: | Scorzoni (Bologna) |

|                        |           |           |
| Genta 43’ Cattaneo 44’ | Marcatori | 65’ Piola |

| Novara 12 febbraio 1939 18ª giornata | Novara        | 0 – 0 | Genova 1893 | Stadio Littorio\| Arbitro: \| Scarpi (Dolo) \| |
| Arbitro:                             | Scarpi (Dolo) |       |             |                                                |

| Arbitro: | Bertolio (Torino) |

|                               |           |  |
| Lazzaretti 44’ Scarabello 59’ | Marcatori |  |

| Arbitro: | Tonnetti (Roma) |

|               |           |  |
| Callegari 56’ | Marcatori |  |

| Arbitro: | Salvatori (Roma) |

|                                            |           |                         |
| Sardelli 35’ Scarabello 51’ Lazzaretti 88’ | Marcatori | 38’ Bellini 60’ Gabetto |

| Arbitro: | Galeati (Bologna) |

|              |           |                |
| Trevisan 51’ | Marcatori | 34’ Lazzaretti |

| Arbitro: | Scarpi (Dolo) |

|                                                |           |               |
| Scarabello 7’ Lazzaretti 27’, 73’ Morselli 39’ | Marcatori | 85’ Rosellini |

| Modena 2 aprile 1939 24ª giornata | Modena           | 0 – 0 | Genova 1893 | Stadio Cesare Merzari\| Arbitro: \| Dellarole (Roma) \| |
| Arbitro:                          | Dellarole (Roma) |       |             |                                                         |

| Arbitro: | Zelocchi (Modena) |

|                                     |           |  |
| Bernardini 36’ (aut.) Di Piazza 82’ | Marcatori |  |

| Arbitro: | Galeati (Bologna) |

|                   |           |  |
| Zanni 9’ Mian 72’ | Marcatori |  |

| Arbitro: | Scarpi (Dolo) |

|                                  |           |  |
| Lazzaretti 15’, 79’ Morselli 19’ | Marcatori |  |

| Arbitro: | Pizziolo (Firenze) |

|                                                           |           |             |
| Scarabello 18’ Morselli 25’, 40’, 70’ Lazzaretti 32’, 72’ | Marcatori | 52’ Allasio |

| Bari 21 maggio 1939 29ª giornata | Bari                    | 0 – 0 | Genova 1893 | Stadio della Vittoria\| Arbitro: \| Mazza (Torre del Greco) \| |
| Arbitro:                         | Mazza (Torre del Greco) |       |             |                                                                |

| Arbitro: | Scorzoni (Bologna) |

|  |           |          |
|  | Marcatori | 34’ Stua |

## Statistiche

### Statistiche di squadra
| Competizione | Punti | In casa | In casa | In casa | In casa | In casa | In casa | In trasferta | In trasferta | In trasferta | In trasferta | In trasferta | In trasferta | Totale | Totale | Totale | Totale | Totale | Totale | DR  |
| Competizione | Punti | G       | V       | N       | P       | Gf      | Gs      | G            | V            | N            | P            | Gf           | Gs           | G      | V      | N      | P      | Gf     | Gs     | DR  |
| ------------ | ----- | ------- | ------- | ------- | ------- | ------- | ------- | ------------ | ------------ | ------------ | ------------ | ------------ | ------------ | ------ | ------ | ------ | ------ | ------ | ------ | --- |
| Serie A      | 35    | 15      | 11      | 1       | 3       | 43      | 13      | 15           | 3            | 6            | 6            | 10           | 17           | 30     | 14     | 7      | 9      | 53     | 30     | +23 |
| Coppa Italia |       | 2       | 1       | 0       | 1       | 6       | 5       | 2            | 2            | 0            | 0            | 3            | 1            | 4      | 3      | 0      | 1      | 9      | 6      | +3  |
| Totale       |       | -       | -       | -       | -       | -       | -       | -            | -            | -            | -            | -            | -            | -      | -      | -      | -      | -      | -      | -   |

### Statistiche dei giocatori
| Giocatore       | Serie A  | Serie A | Coppa Italia | Coppa Italia | Totale   | Totale |
| Giocatore       | Presenze | Reti    | Presenze     | Reti         | Presenze | Reti   |
| --------------- | -------- | ------- | ------------ | ------------ | -------- | ------ |
| R. Agostini     | 4        | -7      | ?            | ?            | 4+       | -7+    |
| P. Arcari (III) | 25       | 0       | ?            | ?            | 25+      | 0+     |
| R. Baldoni      | 3        | 0       | ?            | ?            | 3+       | 0+     |
| S. Bertoni (I)  | 1        | 0       | ?            | ?            | 1+       | 0+     |
| G. Bigogno      | 22       | 0       | ?            | ?            | 22+      | 0+     |
| M. Borelli      | 13       | 0       | ?            | ?            | 13+      | 0+     |
| A. Cattaneo     | 23       | 8       | ?            | ?            | 23+      | 8+     |
| L. Di Piazza    | 6        | 3       | ?            | ?            | 6+       | 3+     |
| E. Fillola      | 1        | 0       | ?            | ?            | 1+       | 0+     |
| L. Fregosi      | 26       | -23     | ?            | ?            | 26+      | -23+   |
| M. Genta        | 28       | 1       | ?            | ?            | 28+      | 1+     |
| A. Lazzaretti   | 26       | 14      | ?            | ?            | 26+      | 14+    |
| S. Marchi       | 19       | 0       | ?            | ?            | 19+      | 0+     |
| A. Morselli     | 24       | 10      | ?            | ?            | 24+      | 10+    |
| M. Perazzolo    | 30       | 3       | ?            | ?            | 30+      | 3+     |
| V. Sardelli     | 27       | 2       | ?            | ?            | 27+      | 2+     |
| L. Scarabello   | 29       | 11      | ?            | ?            | 29+      | 11+    |
| C. Servetti     | 1        | 0       | ?            | ?            | 1+       | 0+     |
| R. Tori         | 9        | 0       | ?            | ?            | 9+       | 0+     |
| E. Venturini    | 1        | 0       | ?            | ?            | 1+       | 0+     |
| A. Verrina      | 1        | 0       | ?            | ?            | 1+       | 0+     |
| C. Villa        | 11       | 0       | ?            | ?            | 11+      | 0+     |